# Castell de Torrent
El Castell de Torrent és una fortificació a la banda de llevant del nucli de Torrent (Baix Empordà) declarada bé cultural d'interès nacional. És s l'element millor conservat de l'antiga fortificació medieval de Torrent. És d'arc de mig punt amb dovelles de pedra, i dona accés a un passadís cobert amb volta de canó. A la part superior del parament exterior hi ha les restes d'un matacà, reconstruït amb poc encert, així com espitlleres. La casa annexa al portal, actualment restaurada, data del segle xvii.
Castell termenat documentat el 1358. Probablement aquest portal fou l'entrada principal a la fortalesa medieval, bastida en els segles XIV-XV. El castell de Torrent és esmentat documentalment des del segle xiv. A partir del 1377 apareix vinculat al llinatge Cruïlles.